# Stacey Sher
Pour les articles homonymes, voir Sher.
Stacey Sher est une productrice de cinéma et de télévision américaine née le 30 novembre 1962 à New York (État de New York).

## Biographie
Stacey Sher étudie le cinéma à la USC School of Cinematic Arts, une division de l'Université de Californie du Sud à Los Angeles où elle suit le "Peter Stark Producing Program".
Elle a travaillé avec différentes sociétés de production (Double Feature Films, Hill/Obst Productions, Jersey Films).

## Filmographie

### Cinéma
- 1988 : Heartbreak Hotel de Chris Columbus
- 1991 : The Fisher King : Le Roi pêcheur de Terry Gilliam
- 1994 : Pulp Fiction de Quentin Tarantino
- 1994 : Génération 90 de Ben Stiller
- 1995 : Get Shorty de Barry Sonnenfeld
- 1996 : Feeling Minnesota de Steven Baigelman
- 1996 : Matilda de Danny DeVito
- 1997 : Bienvenue à Gattaca d'Andrew Niccol
- 1998 : D'une vie à l'autre de Richard LaGravenese
- 1998 : Hors d'atteinte de Steven Soderbergh
- 1999 : Man on the Moon de Miloš Forman
- 2000 : Erin Brockovich, seule contre tous de Steven Soderbergh
- 2000 : Qui a tué Mona ? de Nick Gomez
- 2001 : How High de Jesse Dylan
- 2001 : The Caveman's Valentine de Kasi Lemmons
- 2003 : Camp (en) de Todd Graff
- 2004 : Polly et moi de John Hamburg
- 2005 : La Porte des secrets d'Iain Softley
- 2005 : Be Cool de F. Gary Gray
- 2005 : Garden State de Zach Braff
- 2006 : World Trade Center d'Oliver Stone
- 2007 : Alerte à Miami : Reno 911 ! de Robert Ben Garant
- 2007 : Écrire pour exister de Richard LaGravenese
- 2010 : Mesures exceptionnelles de Tom Vaughan
- 2011 : Contagion de Steven Soderbergh
- 2012 : Django Unchained de Quentin Tarantino
- 2012 : LOL USA de Lisa Azuelos
- 2014 : Le Rôle de ma vie de Zach Braff
- 2014 : Balade entre les tombes de Scott Frank
- 2014 : Players de Brad Furman
- 2015 : À vif ! de John Wells
- 2015 : Les Huit Salopards (The Hateful Eight) de Quentin Tarantino
- 2023 : Poolman de Chris Pine
- 2024 : Heretic de Scott Beck et Bryan Woods
- 2026 : The Adventures of Cliff Booth de David Fincher

### Télévision
- 1998 : Secret défense de Richard Benjamin
- 2000 : Celebrity
- 2001 : Undercover
- 2001 : Kate Brasher
- 2002 : The American Embassy
- 2002 : Emma Brody
- 2002 : The Funkhousers
- 2003 : Other People's Business
- 2004 : Karen Sisco
- 2004 : Reno 911, n'appelez pas !

## Distinctions
- Oscars 2001 : Nomination pour l'Oscar du meilleur film (Erin Brockovich, seule contre tous), conjointement avec Danny DeVito et Michael Shamberg
- BAFTA 2001 : Nomination pour l'BAFA du meilleur film (Erin Brockovich, seule contre tous), conjointement avec Danny DeVito et Michael Shamberg
- Oscars 2013 : Nomination pour l'Oscar du meilleur film (Django Unchained), conjointement avec Reginald Hudlin et Pilar Savone